# NGC 3829
NGC 3829 је спирална галаксија у сазвежђу Велики медвед која се налази на NGC листи објеката дубоког неба.
Деклинација објекта је + 52° 42' 41" а ректасцензија 11h 43m 27,3s. Привидна величина (магнитуда) објекта NGC 3829 износи 14,1 а фотографска магнитуда 14,9. NGC 3829 је још познат и под ознакама UGC 6690, MCG 9-19-164, CGCG 268-74, KUG 1140+529, IRAS 11407+5259, PGC 36439.